# Aphrodes gurjevae
Aphrodes gurjevae är en insektsart som beskrevs av Alexander Fyodorovich Emeljanov 1972. Aphrodes gurjevae ingår i släktet Aphrodes och familjen dvärgstritar. Inga underarter finns listade i Catalogue of Life.